# Liburnia atromaculata
Liburnia atromaculata är en insektsart som beskrevs av William Lucas Distant 1916. Liburnia atromaculata ingår i släktet Liburnia och familjen sporrstritar. Inga underarter finns listade i Catalogue of Life.